# Вила Веља
Вила Веља (порт. Vila Velha) град је у Бразилу у савезној држави Еспирито Санто. Према процени из 2007. у граду је живело 398.068 становника.

## Становништво
Према процени из 2007. у граду је живело 398.068 становника.
| 1991.   | 2000.   |
| ------- | ------- |
| 265.586 | 345.965 |

## Партнерски градови
- Ћингдао